# 4623 Образцова
4623 Образцова (4623 Obraztsova) — астероїд головного поясу, відкритий 24 жовтня 1981 року.
Тіссеранів параметр щодо Юпітера — 3,302.